# 5. група хемијских елемената
| Група   | 5      |
| Периода |        |
| 4       | 23 V   |
| 5       | 41 Nb  |
| 6       | 73 Ta  |
| 7       | 105 Db |
|         |        |

5. група хемијских елемената је једна од 18 група у периодном систему елемената. У овој групи се налазе: ванадијум, ниобијум, танталијум, и дубнијум. Сва четири елемента ове групе су прелазни метали. ванадијум, ниобијум и танталијум се јављају у природи а дубнијум је вештачки добијен. Атомске масе ових елемената крећу се између 50,94 и 262,1. Ова група носи назив и VB група хемијских елемената.
Три лакша елемента Групе 5 јављају се природно и деле слична својства; сва три су тврди ватростални метали под стандардним условима. Четврти елемент, дубнијум, синтетисан је у лабораторијама, али није пронађен у природи, при чему је време полураспада најстабилнијег изотопа, дубнијум-268, само 29 сати, а други изотопи су још радиоактивнији. До данас, ниједан експеримент у суперколајдеру није спроведен да би се синтетисао следећи члан групе, било унпентсептијум (Ups) или унпентенијум (Upe). Пошто су унпенсептијум и унпентенијум елементи преостало дела периоде 8, мало је вероватно да ће ови елементи бити синтетисани у блиској будућности.

## Хемија
Као и друге групе, чланови ове породице показују обрасце у својој електронској конфигурацији, посебно најудаљенијој љусци, иако ниобијум не прати тренд:
|     | Елемент   | Бр. електрона/љуска     |
| --- | --------- | ----------------------- |
| 23  | ванадијум | 2, 8, 11, 2             |
| 41  | ниобијум  | 2, 8, 18, 12, 1         |
| 73  | тантал    | 2, 8, 18, 32, 11, 2     |
| 105 | дубнијум  | 2, 8, 18, 32, 32, 11, 2 |

Већина хемије је позната само за прва три члана групе, хемија дубнијума није добро утврђена и стога се остатак одељка бави само ванадијумом, ниобијумом и танталом. Сви елементи групе су реактивни метали са високим тачкама топљења (1910 °, 2477 °, 3017 °). Реактивност није увек очигледна због брзог формирања стабилног оксидног слоја, који спречава даље реакције, слично трендовима у групи 3 или групи 4. Метали формирају различите оксиде: ванадијум формира ванадијум() оксид, ванадијум() оксид, ванадијум() оксид и ванадијум() оксид, ниобијум формира ниобијум() оксид, ниобијум() оксид и ниобијум() оксид, али је од танталових оксида познат само тантал(V) оксид. Метални(V) оксиди су генерално нереактивни и делују више као киселине него базе, али су нижи оксиди мање стабилни. Они, међутим, имају нека необична својства за оксиде, као што је висока електрична проводљивост.
Сва три елемента формирају различита неорганска једињења, углавном у оксидационом стању +5. Нижа оксидациона стања су такође позната, али су мање стабилна, смањујући стабилност са повећањем атомске масе.

## Историја
Ванадијум је открио Андрес Мануел дел Рио, мексички минералог шпанског порекла, 1801. године у минералу ванадиниту. Након што су други хемичари одбацили његово откриће еритронијума, он је повукао своју тврдњу.
Ниобијум је открио енглески хемичар Чарлс Хачет 1801. године.
Тантал је први открио Андерс Густав Екеберг 1802. Међутим, сматрало се да је идентичан ниобијуму све до 1846. године, када је Хајнрих Роуз доказао да су та два елемента различита. Чисти тантал је произведен тек 1903. године.
Дубнијум је први пут произведен 1968. године у Заједничком институту за нуклеарна истраживања бомбардовањем америцијума-243 неоном-22 и поново је произведен у Лабораторији Лоренс Беркли 1970. Предложени су називи „нилсборијум” и „јолиотијум” за елемент, али је 1997. године, IUPAC је одлучио да елемент назове дубнијум.

### Етимологија
Ванадијум је добио име по Ванадис, скандинавској богињи љубави. Ниобијум је добио име по Ниоби, лику из грчке митологије. Тантал је добио име по Танталу, лику из грчке митологије. Дубниум је добио име по Дубни у Русији, где је откривен.

## Појава
Постоји 160 делова на милион ванадијума у земљиној кори, што га чини 19. најзаступљенијим елементом. Земљиште садржи у просеку 100 делова на милион ванадијума, а морска вода 1,5 делова на милијарду ванадијума. Типичан човек садржи 285 делова на милијарду ванадијума. Познато је преко 60 руда ванадијума, укључујући ванадинит, патронит и карнотит.
Постоји 20 делова на милион ниобијума у земљиној кори, што га чини 33. најзаступљенијим елементом. Земљиште садржи у просеку 24 дела на милион ниобијума, а морска вода садржи 900 делова на квадрилион ниобијума. Типичан човек садржи 21 део на милијарду ниобијума. Ниобијум се налази у минералима колумбиту и пирохлору.
Постоје 2 дела на милион тантала у земљиној кори, што га чини 51. најзаступљенијим елементом. Земљиште садржи у просеку 1 до 2 дела на милијарду тантала, а морска вода садржи 2 дела на билион тантала. Типичан човек садржи 2,9 делова на милијарду тантала. Тантал се налази у минералима танталиту и пирохлору.

## Продукција
Годишње се произведе око 70.000 тона руде ванадијума, од којих се 25.000 t руде ванадијума производи у Русији, 24.000 у Јужној Африци, 19.000 у Кини и 1.000 у Казахстану. Годишње се произведе 7000 t металног ванадијума. Ванадијум је немогуће добити загревањем његове руде угљеником. Уместо тога, ванадијум се производи загревањем ванадијум оксида са калцијумом у посуди под притиском. Ванадијум веома високе чистоће се добија реакцијом ванадијум трихлорида са магнезијумом.
Годишње се произведе 230.000 t руде ниобијума, при чему Бразил производи 210.000 t, Канада 10.000 t, а Аустралија 1.000 t. Годишње се произведе 60000 t чистог ниобијума.
Годишње се произведе 70000 t руде тантала. Бразил производи 90% руде тантала, а Канада, Аустралија, Кина и Руанда такође производе овај елемент. Потражња за танталом је око 1200 t годишње.
Дубнијум се производи синтетички бомбардовањем актинида лакшим елементима.

## Апликације
Главна примена ванадијума је у легурама, као што је ванадијумски челик. Легуре ванадијума се користе у опругама, алатима, млазним моторима, оклопима и нуклеарним реакторима. Ванадијум оксид даје керамици златну боју, а друга једињења ванадијума се користе као катализатори за производњу полимера.
Мале количине ниобијума се додају у нерђајући челик да би се побољшао његов квалитет. Легуре ниобијума се такође користе у ракетним млазницама због високе отпорности ниобијума на корозију.
Тантал има четири главне врсте апликација. Тантал се додаје у предмете изложене високим температурама, у електронске уређаје, у хируршке имплантате и за руковање корозивним супстанцама.

## Токсичност
Није познато да је чист ванадијум токсичан. Међутим, ванадијум пентоксид изазива јаку иритацију очију, носа и грла.
Сматра се да су ниобијум и његова једињења благо токсични, али није познато да је дошло до тровања ниобијумом. Ниобијумска прашина може да иритира очи и кожу.
Тантал и његова једињења ретко изазивају повреде, а када до тога дође, повреде су обично осипи.

## Биолошке појаве
Од елемената групе 5, идентификовано је да само ванадијум игра улогу у биолошкој хемији живих система, али чак и он игра веома ограничену улогу у биологији, и важнији је у океанским срединама него на копну.
Ванадијум, неопходан за асцидије и туникате у виду ванабина, познат је у крвним ћелијама Ascidiacea (морске плашташа) од 1911. године, при чему је концентрација ванадијума у њиховој крви преко од 100 пута већа од концентрације ванадијума у морској води око њих. Неколико врста макрогљива акумулира ванадијум (до 500  у сувој тежини). Бромопероксидаза зависна од ванадијума ствара органоброминска једињења у бројним врстама морских алги.
Такође је познато да је пацовима и пилићима потребан ванадијум у веома малим количинама, а дефицијенције резултирају смањеним растом и поремећеном репродукцијом. Ванадијум је релативно контроверзан додатак исхрани, првенствено ради повећања осетљивости на инсулин и бодибилдинг. Ванадил сулфат може побољшати контролу глукозе код људи са дијабетесом типа 2. Поред тога, декаванадат и оксованадат су врсте које потенцијално имају мноштво биолошких активности и које се успешно користе као алати у разумевању неколико биохемијских процеса.